# Polygonum tortuosum
Polygonum tortuosum D. Don – gatunek rośliny z rodziny rdestowatych (Polygonaceae Juss.). Występuje naturalnie w Afganistanie, Pakistanie, północnych Indiach, Nepalu, Bhutan oraz Chinach (w regionie autonomicznym Sinciang). 

## Morfologia
PokrójBylina dorastająca do 30–150 cm wysokości. Pędy są owłosione.
LiścieIch blaszka liściowa ma owalny kształt od eliptycznego do owalnie lancetowatego. Mierzy 15–40 mm długości oraz 10–30 mm szerokości, ma uciętą nasadę i wierzchołek od tępego do ostrego. Ogonek liściowy jest nagi i osiąga 5–40 mm długości. Gatka ma owalny kształt i dorasta do 5–15 mm długości.
KwiatyZebrane w wiechy, rozwijają się w kątach pędów lub na ich szczytach. Listki okwiatu mają kształt od owalnego do eliptycznego i białawą barwę, mierzą do 2–4 mm długości.
OwoceTrójboczne niełupki osiągające 2–4 mm długości.

## Biologia i ekologia
Rośnie na terenach skalistych oraz brzegach rzek. Występuje na wysokości od 3000 do 4700 m n.p.m.